# Kantoor van de Algemeene Maatschappij van Levensverzekering en Lijfrente
Het kantoor van de Algemeene Maatschappij van Levensverzekering en Lijfrente is een winkel annex bedrijfspand in Surabaya, Indonesië uit 1901.
De architect was in eerste instantie Marius Hulswit en de opdrachtgever voor de bouw was de Algemeene Maatschappij van Levensverzekering en Lijfrente. Het ontwerp van Hulswit werd door de opdrachtgever naar Nederland gestuurd om het voor te leggen aan architect Berlage. Die was op dat moment bezig aan een ontwerp voor een nieuw hoofdkantoor voor de verzekeraar. Berlage keurde het eerste ontwerp van Hulswit in 1898 radicaal af. Daarop kwam Hulswit met een nieuw ontwerp dat ook naar Nederland werd gestuurd. Ook dit maal was Berlage niet enthousiast en hij paste het ontwerp eigenhandig aan. Hij maakte de façade symmetrisch waarvoor wel het pand ernaast opgekocht en gesloopt moest worden. Verder tekende hij werkkamers op de bovenste etage wat niet gebruikelijk was in Indië vanwege de warmte. Hulswit voelde zich niet geroepen om de bouw van Berlages ontwerp te begeleiden en hij vertrok naar Batavia. In 1901 werd het pand door aannemer J.E. Scheffer gebouwd.
Het gebouw week erg af van bestaande gebouwen. Het heeft een grote dakkapel en bovenop het dak stond een metalen vorstkam met de bedrijfsnaam. Bij de ingang staan aan weerszijden beelden van gevleugelde panters ontworpen door J. Mendes da Costa en op de gevel is een tegeltableau geplaatst van Jan Toorop. Het tegeltableau bevat het symbool van het bedrijf van een farao op een troon met een Europese moeder met een baby aan de ene kant en een Javaanse moeder met een baby aan de andere kant en het jaartal 1880 van de oprichting.
Voor het oeuvre van Berlage als de architectuur in Nederlands-Indië was het gebouw niet zo belangrijk. Belangrijker voor de ontwikkeling van de architectuur in de kolonie was de aandacht die de invloedrijke Berlage gaf eraan, vooral na zijn terugkomst in Nederland in 1923. Lange tijd beschouwde architect Piet Moojen dit gebouw als beste voorbeeld voor de richting die hij de Nederlands-Indische architectuur graag op zag gaan.
Het pand staat momenteel leeg en is in een slechte staat maar het wordt wel als monument gezien.

## Galerij

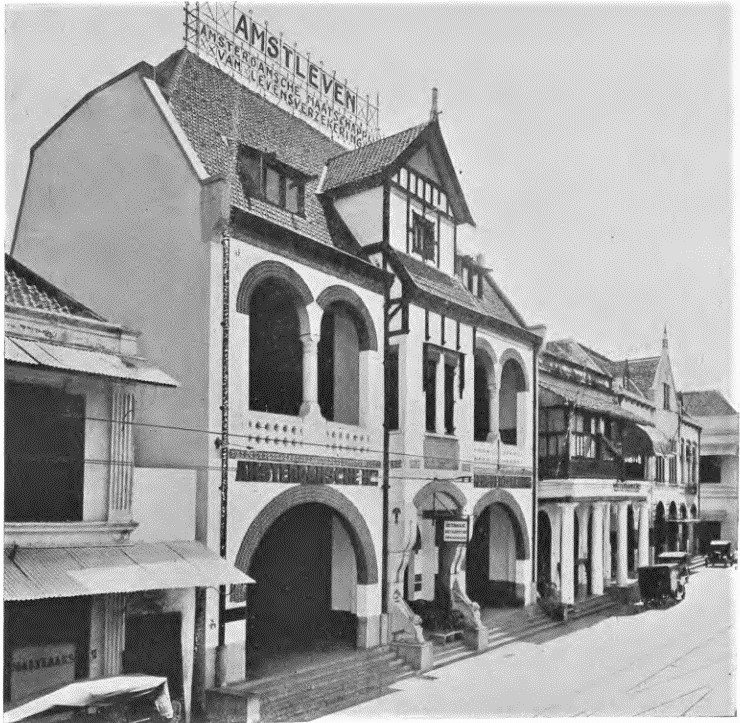
Kantoor in 1939, onder de naam Amstleven.
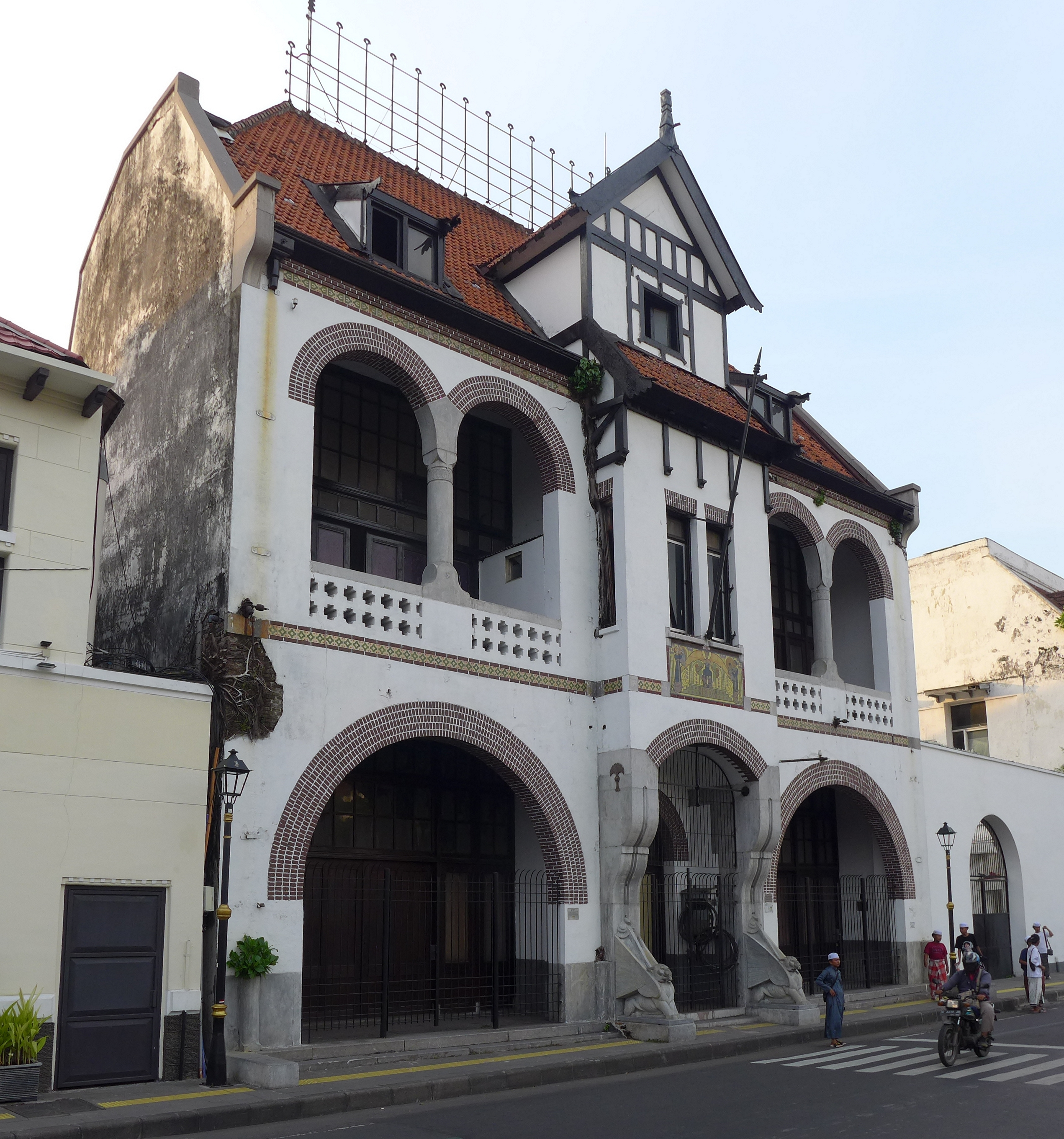
Kantoor in 2025.
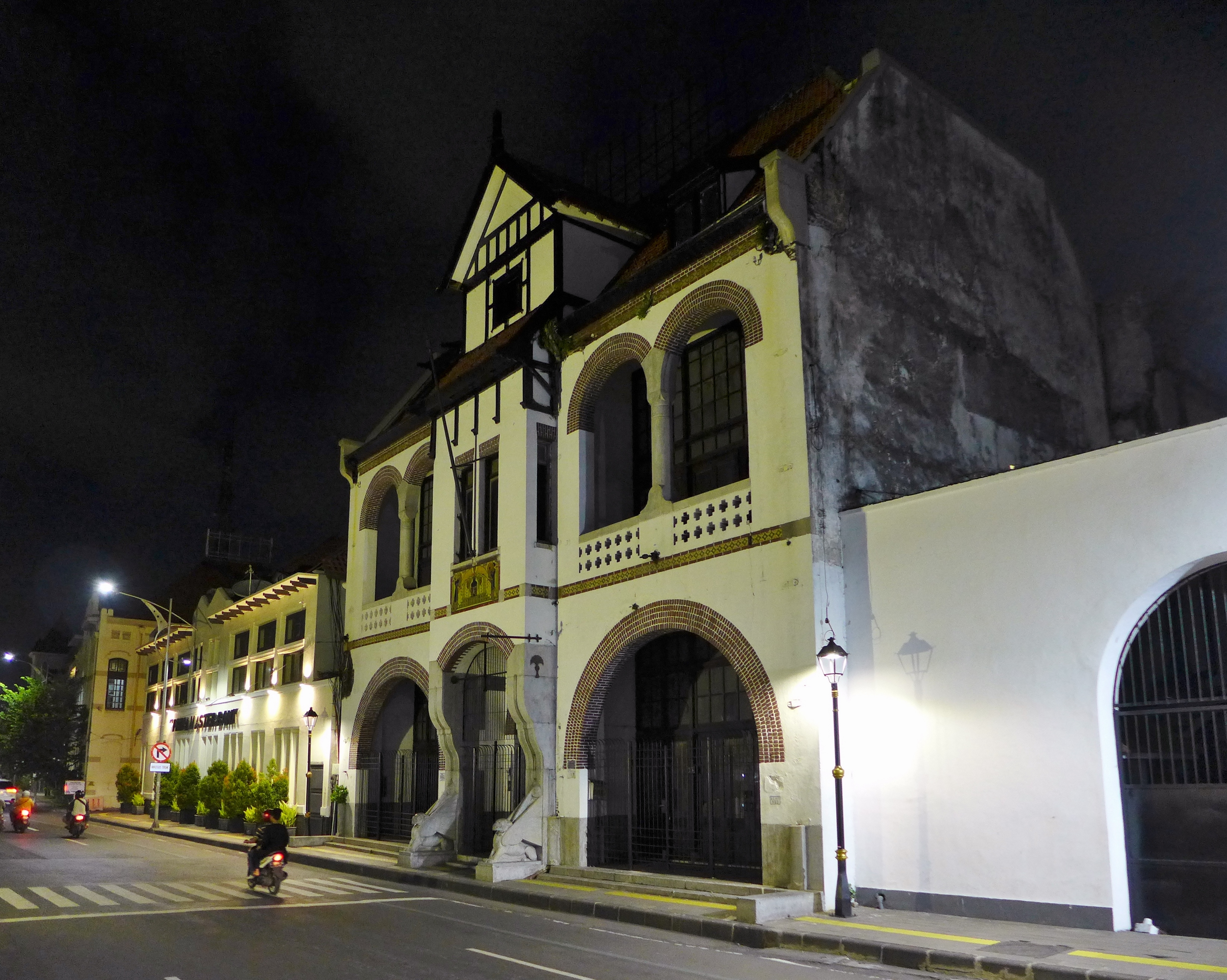
Kantoor in 2025.